# Thomas Garnet Henry James
Thomas Garnet Henry James (* 8. Mai 1923 in Neath, Glamorgan, Wales, Großbritannien; † 16. Dezember 2009) war ein britischer Ägyptologe.
Thomas Garnet Henry James studierte an der Universität Oxford, wichtigste akademische Lehrer waren Battiscombe Gunn (1883–1950) und Alan Gardiner. 1947 machte er seinen Abschluss in Klassischen Altertumswissenschaften, 1950 in Orientalistik mit einer Spezialisierung auf Ägyptologie. 1951 begann er für die Abteilung der ägyptischen und assyrischen Altertümer des British Museum zu arbeiten, ab 1955 an der nun selbständigen ägyptischen Abteilung unter deren erstem Leiter Iorwerth Eiddon Stephen Edwards. Von 1974 bis 1988 leitete James in Nachfolge von Edwards die ägyptische Abteilung des Museums. In den 1960er Jahren veröffentlichte er in mehreren Publikationen die monumentalen altägyptischen Inschriften des Museums.
Er führte in Ägypten verschiedene Ausgrabungen durch und betätigte sich dort auch epigraphisch. So untersuchte er in den 1950er Jahren ein Grab in Sakkara und forschte zu mehreren Schreinen des Neuen Reiches in Silsila. In Europa und den USA entfaltete er eine rege Vortragstätigkeit und erreichte auch mit verschiedenen Publikationen zur altägyptischen Kunst, Geschichte und Kultur einen weiten Leserkreis. James war seit 1974 Mitglied der British Academy und wurde 1984 Commander of the Order of the British Empire. In Deutschland war er korrespondierendes Mitglied des Deutschen Archäologischen Instituts.

## Schriften
- Corpus of Hieroglyphic Inscriptions in the Brooklyn Museum I: From Dynasty I to the End of Dynasty XVIII. Brooklyn Museum Bookshop, Brooklyn, New York City 1974, ISBN 0-913696-16-1.
- Pharaos Volk. Leben im Alten Ägypten. Artemis, Zürich/ München 1988, ISBN 3-7608-0745-3.
  - als dtv-Geschichte Taschenbuch, München 1991, ISBN 3-423-11454-1.
- Tutanchamun. Der ewige Glanz des jungen Pharaonen. Müller, Köln 2002, ISBN 88-8095-545-4.
- Ramses II. Müller, Köln 2002, ISBN 3-89893-037-8.
- Große Pharaonen. Tutanchamun und Ramses II. Weltbild, Augsburg 2004, ISBN 3-8289-0567-6.